# Касра (нохія)
Касра (араб. ناحية كسرة‎‎) — нохія у Сирії, що входить до складу району Дайр-ез-Заур провінції Дайр-ез-Заур. Адміністративний центр — місто Касра.
| Сирія | Це незавершена стаття з географії Сирії. Ви можете допомогти проєкту, виправивши або дописавши її. |